# José Fialho Gouveia
José Manuel Bastos Fialho Gouveia (Montijo, Montijo, 30 de Abril de 1935 — Coimbra, Santo António dos Olivais, Hospitais da Universidade de Coimbra, 2 de outubro de 2004) foi um apresentador de televisão e radialista português.

## Biografia
Filho de Álvaro Fialho Gouveia, ferroviário em Lisboa, e de sua mulher Cesaltina Mendes Bastos (Montijo, Montijo, 9 de janeiro de 1906 - Lisboa, 10 de maio de 1988), professora primária em Alcabideche, Cascais, e Dama da Ordem da Instrução Pública a 8 de julho de 1960, e neto materno de Artur Mendes Bastos (1859 - ?), exposto da Santa Casa da Misericórdia de Lisboa, e de sua mulher Águeda da Conceição Soares.
Depois de fazer os estudos liceais, no Liceu D. João de Castro, em Lisboa, matriculou-se em Filologia Românica na Faculdade de Letras da Universidade de Lisboa.
Deixaria o curso após ser admitido no concurso para locutores da Rádio Universidade, onde iniciou a sua carreira. O diretor da rádio, Caetano de Carvalho, foi quem o informou de que estava aberta uma vaga para locutores para a RTP, ao qual Fialho Gouveia concorreu, e conseguiu o lugar, logo em 1957.
Sem deixar a rádio inaugurava, com Paulo Cardoso, em 1959, as emissões das tardes da Rádio Renascença, com o programa Diário do Ar.
Casou-se em janeiro de 1960 com Maria Helena Ferreira Varela dos Santos, locutora também da RTP - Rádio Televisão Portuguesa, filha de Jaime Varela dos Santos, Capitão do Exército Português e fundador, construtor e proprietário da Rádio Ribatejo em 1951, e de sua esposa Sara. Os dois primeiros filhos, Paulo Jorge e Maria João Varela dos Santos Fialho Gouveia, nasceram em 1960 e 1961, respetivamente.
No ano de 1968 participaria no programa PBX, ainda na Rádio Renascença, uma produção dos Parodiantes de Lisboa, que partilhou com Carlos Cruz, João Paulo Guerra, José Nuno Martins, Paulo Morais e Adelino Gomes.
Popularizado através da televisão, obteve grande reconhecimento com o programa Zip-Zip, em 1969, o primeiro talk-show da televisão portuguesa, gravado no Teatro Villaret, em que participavam também os amigos Raul Solnado e Carlos Cruz, sob a direção de Luís Andrade.
Em 1970, já após o fim do Zip-Zip, Fialho Gouveia e a equipa do PBX, a que se juntou Joaquim Furtado, integraram o programa Tempo Zip, primeiro no Rádio Clube Português, depois na Renascença. Aquando do 25 de Abril de 1974, estava de serviço na RTP, com o colega Fernando Balsinha, aquando da leitura do comunicado do Movimento das Forças Armadas.
Na inauguração da RTP2, co-apresentou com Carlos Cruz, o primeiro serviço de notícias da estação. Em 1977 apresentou o concurso A Visita da Cornélia, com Raul Solnado, que foi um dos grandes sucessos desse ano. Do seu segundo casamento, com Maria Beatriz Soares Araújo, nasceu em Lisboa, a 1 de Julho de 1978, o seu terceiro filho, José Eduardo Soares Araújo Fialho Gouveia.
Foi o primeiro apresentador dos Jogos sem Fronteiras quando Portugal entrou em Junho de 1979. Apresentou depois os concursos O Gesto é Tudo e A Prata da Casa (1980).
Em 1981 apresentou, com Raul Solnado e Carlos Cruz, o programa E O Resto São Cantigas onde eram homenageados alguns dos nossos maiores compositores. Seguem-se os concursos Vamos Caçar Mentiras (1983), Par ou Ímpar (1986), Faz de Conta (1986), este um formato inovador com Raul Solnado onde era incentivada a improvisação dos concorrentes em confronto com Solnado, e ainda Com Pés e Cabeça (1988). Grande sucesso com o programa Arca de Noé (1990-1992). Seguiram-se  os programas Entre Famílias (1992) e A Filha da Cornélia (1994). Só abandonou a RTP em 2002.
Foi Sócio e Secretário da Assembleia-Geral do Sport Lisboa e Benfica.
Faleceu em Outubro de 2004, vítima de uma doença cardiovascular, com falência multiorgânica.
A sua filha Maria João Fialho Gouveia escreveu o livro "Fialho Gouveia - Uma Biografia Sentimental" (Vogais Editora, 2013).

## Citações
- «Já vi partir muitos amigos, mas o Fialho dói muito. Não havia melhor pessoa do que ele, amigo, honesto e sincero. Custa muito. Era um amigo do coração» (Octávio de Matos)
- «[Foi um] comunicador que ajudou a revolucionar a TV» (Diário de Notícias)